# Джміль гірський
Джміль гірський (лат. Bombus mesomelas) — перетинчастокрила комаха роду Bombus, що належить до підроду Thoracobombus і видової групи Bombus pomorum.

## Поширення
Ареал гірського джмеля охоплює територію Альп, Карпат, Піренеїв та долини високогір'я Апеннін. Цей вид вважається вимерлим в Німеччині. Крім того, екземпляри B. mesomelas було знайдено на території Туреччини, Вірменії та Ірану.
На території України цей вид є рідкісним та трапляється у степовій зоні та лісостеповій зоні.

## Особливості біології та місця проживання
Цей вид трапляється здебільшого на сонячних гірських схилах. Зазвичай, гніздиться B. mesomelas в покинутих гніздах гризунів. Джмелина сім`я B. mesomelas охоплює від 50 до 120 особин.

## Короткий опис імаго
Довгохоботковий джміль з подовгуватою головою чорного кольору. Крім голови, вкритий переважно жовто-коричневими волосками. Посередині грудей є овальна пляма з чорних волосків. Перший, третій, четвертий, п'ятий та шостий сегменти черевця вкриті рудими волосками, а другий сегмент вкритий волосками кольору іржі. Довжина тіла фертильних самок коливається від 20 до 24 мм, у самців від 14 до 17 мм, і робочих особин від 13 до 15 мм.